# کلارکس (ایندیانا)
کلارکس (به انگلیسی: Clarks) یک منطقهٔ مسکونی در ایالات متحده آمریکا است که در Cass Township واقع شده‌است. کلارکس ۲۱۵ متر بالاتر از سطح دریا واقع شده‌است.